# Province dell'Indonesia per indice di sviluppo umano
Questa è una lista delle province dell'Indonesia per indice di sviluppo umano 2020

Province dell'Indonesia secondo HDI 2020
0,801 above
0,751 to 0,800
0,701 to 0,750
0,651 to 0,700
0,601 to 0,650

     0,801 above
     0,751 to 0,800
     0,701 to 0,750
     0,651 to 0,700
     0,601 to 0,650
| Pos.                        | Pos.                        | Provincia                   | HDI                         | HDI                         | Comparabile con                        |
| 2019                        | Cambiamento dal 2018        | Provincia                   | 2019                        | Cambiamento dal 2018        | Comparabile con                        |
| Very high human development | Very high human development | Very high human development | Very high human development | Very high human development | Very high human development            |
| --------------------------- | --------------------------- | --------------------------- | --------------------------- | --------------------------- | -------------------------------------- |
| 1                           | Stabile                     | Giacarta                    | 0,807                       | 0,003                       | Kuwait, Serbia                         |
| High human development      |                             |                             |                             |                             |                                        |
| 2                           | Stabile                     | Yogyakarta                  | 0,799                       | 0,004                       | Seychelles                             |
| 3                           | Stabile                     | Kalimantan Orientale        | 0,766                       | 0,008                       | Brasile, Colombia                      |
| 4                           | Stabile                     | Isole Riau                  | 0,754                       | 0,006                       | Azerbaigian, Rep. Dominicana           |
| 5                           | Stabile                     | Bali                        | 0,753                       | 0,006                       | Azerbaigian, Rep. Dominicana, Moldavia |
| 6                           | Stabile                     | Riau                        | 0,730                       | 0,006                       | Giordania                              |
| 7                           | Stabile                     | Sulawesi Settentrionale     | 0,729                       | 0,007                       | Giordania                              |
| 8                           | Stabile                     | Banten                      | 0,724                       | 0,005                       | Libia                                  |
| 9                           | Stabile                     | Sumatra Occidentale         | 0,723                       | 0,006                       | Libia                                  |
| 10                          | Stabile                     | Giava Occidentale           | 0,720                       | 0,007                       | Uzbekistan                             |
| -                           | -                           | (Statistics Indonesia)      | 0,719                       | 0,006                       | Uzbekistan                             |
| 11                          | Stabile                     | Aceh                        | 0,719                       | 0,008                       | Uzbekistan                             |
| -                           | -                           | (2019 UNDP)                 | 0,718                       | 0,011                       | Bolivia, Filippine                     |
| 12                          | Stabile                     | Sumatra Settentrionale      | 0,717                       | 0,006                       | Bolivia, Filippine                     |
| 12                          | Stabile                     | Giava Centrale              | 0,717                       | 0,006                       | Bolivia, Filippine                     |
| 14                          | Stabile                     | Sulawesi Meridionale        | 0,716                       | 0,007                       | Belize                                 |
| 15                          | Stabile                     | Giava Orientale             | 0,715                       | 0,008                       | Samoa, Turkmenistan                    |
| 16                          | Stabile                     | Isole Bangka-Belitung       | 0,713                       | 0,007                       | Samoa, Turkmenistan, Venezuela         |
| 17                          | Stabile                     | Bengkulu                    | 0,712                       | 0,006                       | Venezuela                              |
| 17                          | Stabile                     | Jambi                       | 0,712                       | 0,006                       | Venezuela                              |
| 17                          | Stabile                     | Sulawesi Sudorientale       | 0,712                       | 0,006                       | Venezuela                              |
| 20                          | Stabile                     | Kalimantan Settentrionale   | 0,711                       | 0,006                       | Venezuela                              |
| 21                          | Stabile                     | Kalimantan Centrale         | 0,709                       | 0,005                       | Sudafrica                              |
| 22                          | Stabile                     | Kalimantan Meridionale      | 0,707                       | 0,006                       | Egitto                                 |
| 23                          | Stabile                     | Sumatra Meridionale         | 0,700                       | 0,007                       | Gabon                                  |
| Medium human development    |                             |                             |                             |                             |                                        |
| 24                          | Stabile                     | Lampung                     | 0,695                       | 0,005                       | Kirghizistan                           |
| 24                          | Stabile                     | Sulawesi Centrale           | 0,695                       | 0,007                       | Kirghizistan                           |
| 26                          | Stabile                     | Maluku                      | 0,694                       | 0,006                       | Kirghizistan                           |
| 27                          | Stabile                     | Maluku Settentrionale       | 0,687                       | 0,010                       | Marocco                                |
| 28                          | Stabile                     | Gorontalo                   | 0,684                       | 0,007                       | Guyana,                                |
| 29                          | Stabile                     | Nusa Tenggara Occidentale   | 0,681                       | 0,008                       | Guyana                                 |
| 30                          | Stabile                     | Kalimantan Occidentale      | 0,676                       | 0,007                       | Iraq                                   |
| 31                          | Stabile                     | Sulawesi Occidentale        | 0,657                       | 0,006                       | Bhutan, Nicaragua                      |
| 32                          | Stabile                     | Nusa Tenggara Orientale     | 0,652                       | 0,009                       | Bhutan                                 |
| 33                          | Stabile                     | Papua Occidentale           | 0,647                       | 0,010                       | Namibia                                |
| 34                          | Stabile                     | Papua                       | 0,608                       | 0,008                       | Vanuatu                                |